# سيكو (شركة مصرية)
سيكو تكنولوجي (الشركة المصرية لصناعات السيليكون) هي إحدى شركات التكنولوجيا المصرية، تم تأسيسها عام 2003 بالمجال التكنولوجي وتنتج عدة أنواع من الهواتف النقالة مثل هواتف الاندرويد بفئات سعرية مختلفة.
تعد سيكو هي أول شركة مصرية تقوم بإنتاج هاتف ذكي بتصنيع مصري 100%، حيث تم إطلاق أول إصدار من هواتفها (Sico Nile X) وسيكو إنفينتي ماكس في نوفمبر 2018، والذي يتم انتاجه في مصانع الشركة بأسيوط الجديد حيث يبلغ انتاجها السنوي نحو مليوني جهاز.

## أهم منتجات الشركة
- سيكو نايل إكس

## تاريخ الشركة
شركة سيكو كانت في الأصل شركة خاصة قديمة بدايةً من 1948 وكان نشاطها في المشروبات الغازية وكان لها شهرة باسمها بالمشروبات الغازية حتى الستينات تحت مسمى سيكو مصر، حتى أنضمت للقطاع العام فقامت الشركة بإيقاف خطوط إنتاج صناعتها المحلية من المشروبات الغازية، واكتفت بتصنيع وتعبئة المشروبات الخاصة بواحدة من أكبر الشركات العالمية كوكاكولا، حتى اليوم.
في عام 2003 أعاد تأسيسها المهندس محمد سالم ابن مؤسس الشركة القديم بنشاط الاتصالات والإلكترونيات وكانت في البداية تقدم خدمات الأمن الإلكتروني والميكنة لشركات القطاع الخاص والعام والبنوك في مصر.[بحاجة لمصدر]
في عام 2013 بدأت الدخول في سوق الأجهزة الإلكترونية، فبدأت بتصنيع أجهزة في مصانع في الصين تحت نفس الماركة (Sico) وبعدها بدأت الشركة في تدريب مهندسين مصريين في الصين وألمانيا على عملية التصنيع، حتى بدأت شراكة بين الشركة وبين سيلكون واحة وهي شركة حكومية تابعة لوزارة الاتصالات في مصر وأقاموا مصنعًا بالقرية التكنولوجية بمدينة أسيوط الجديدة وحتى الآن ينتج 45% من مكونات الموبايل، ويعمل بها أكتر من 500 مهندس منهم 200 تقريباً من أبناء المحافظة.